# Fuscoporia discipes
Fuscoporia discipes är en svampart som först beskrevs av Miles Joseph Berkeley, och fick sitt nu gällande namn av Y.C. Dai & Ghob.-Nejh. 2007. Fuscoporia discipes ingår i släktet Fuscoporia och familjen Hymenochaetaceae.   Inga underarter finns listade i Catalogue of Life.